# Chail
För andra betydelser, se Chail (olika betydelser).
Chail är en kommun i departementet Deux-Sèvres i regionen Nouvelle-Aquitaine i västra Frankrike. Kommunen ligger i kantonen Melle som tillhör arrondissementet Niort. År 2018 hade Chail 495 invånare.

## Befolkningsutveckling
Antalet invånare i kommunen Chail
| Referens: INSEE |